# Sebastiano Poma
Sebastiano Poma (Parma, 13 giugno 1993) è un ex giocatore di baseball italiano.

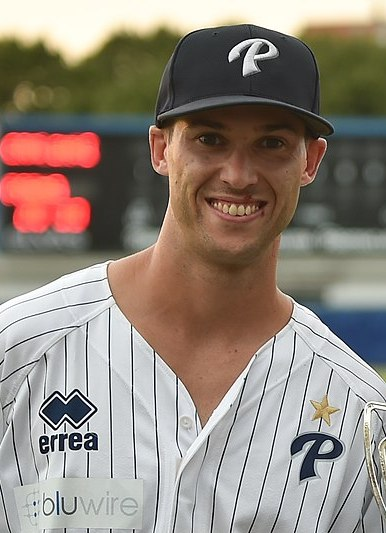

È un figlio d'arte, in quanto il padre Gianguido ha vinto scudetti e Coppe dei Campioni giocando a Bologna e Parma negli anni '80 e '90, nei ruoli di seconda base e interbase. Anche la madre, Simona Gennari, ha avuto un passato nella massima serie a Parma, in quanto catcher della locale squadra di softball.

## Carriera
Sebastiano è cresciuto tra Parma, la città in cui è nato, e Collecchio. Nel 2008 è entrato a far parte dell'Accademia FIBS di Tirrenia.
A 18 anni ha trovato l'esordio in IBL con il Parma Baseball, giocando tre partite del campionato 2011. Nel corso dell'annata seguente si è stabilito definitivamente in prima squadra. Con la squadra gialloblu rimane fino alla stagione 2015 compresa.
Tra i mesi di novembre e dicembre 2015 Poma ha giocato nella selezione All Star Europe, impegnata nell'Asia Winter Baseball League di Taiwan e allenata da Gilberto Gerali, già suo manager a Parma.
Dalla stagione 2016 Poma ha rinforzato il roster del San Marino Baseball. Alla sua prima stagione con la formazione titana, ha chiuso la regular season con la miglior media battuta di tutta l'IBL 2016 (.369). Nonostante ciò, la squadra non ha raggiunto le finali scudetto.
Gli Europei 2016 sono stati il suo primo appuntamento di rilievo con la Nazionale maggiore azzurra, vincendo la medaglia di bronzo. Nel marzo 2017 ha giocato il suo primo World Baseball Classic. Partecipa anche al Campionato europeo di baseball 2019 vincendo la medaglia d'argento.
È tornato a giocare a Parma nel 2018, nello stesso anno in cui il padre Gianguido ha assunto il ruolo di manager della squadra.
Il 17 luglio 2021 vince da capitano la 14ª Coppa dei Campioni nella storia del club, trofeo poi bissato anche nell'edizione dell'anno seguente l'11 giugno 2022, quando Parma è diventata campione d'Europa per la 15ª volta.
Si è ritirato dal baseball di alto livello al termine della stagione 2023, all'età di 30 anni.